# دريقة حليمية
دريقة حليمية (الاسم العلمي:Aspidistra papillata) هي نوع من النباتات تتبع جنس الدريقة من الفصيلة الهليونية. تم وصف هذا النوع من النبات علمياً لأول مرة من قبل غوانغ جاو لي سنة 2003.